# وندی وودهد
وندی وودهد (انگلیسی: Wendy Woodhead؛ زادهٔ ) یک بازیکن تنیس روی میز است. 
وی در مسابقات کشوری و بین‌المللی در مجموع برنده ۲ مدال برنز شده‌است.